# Rareté

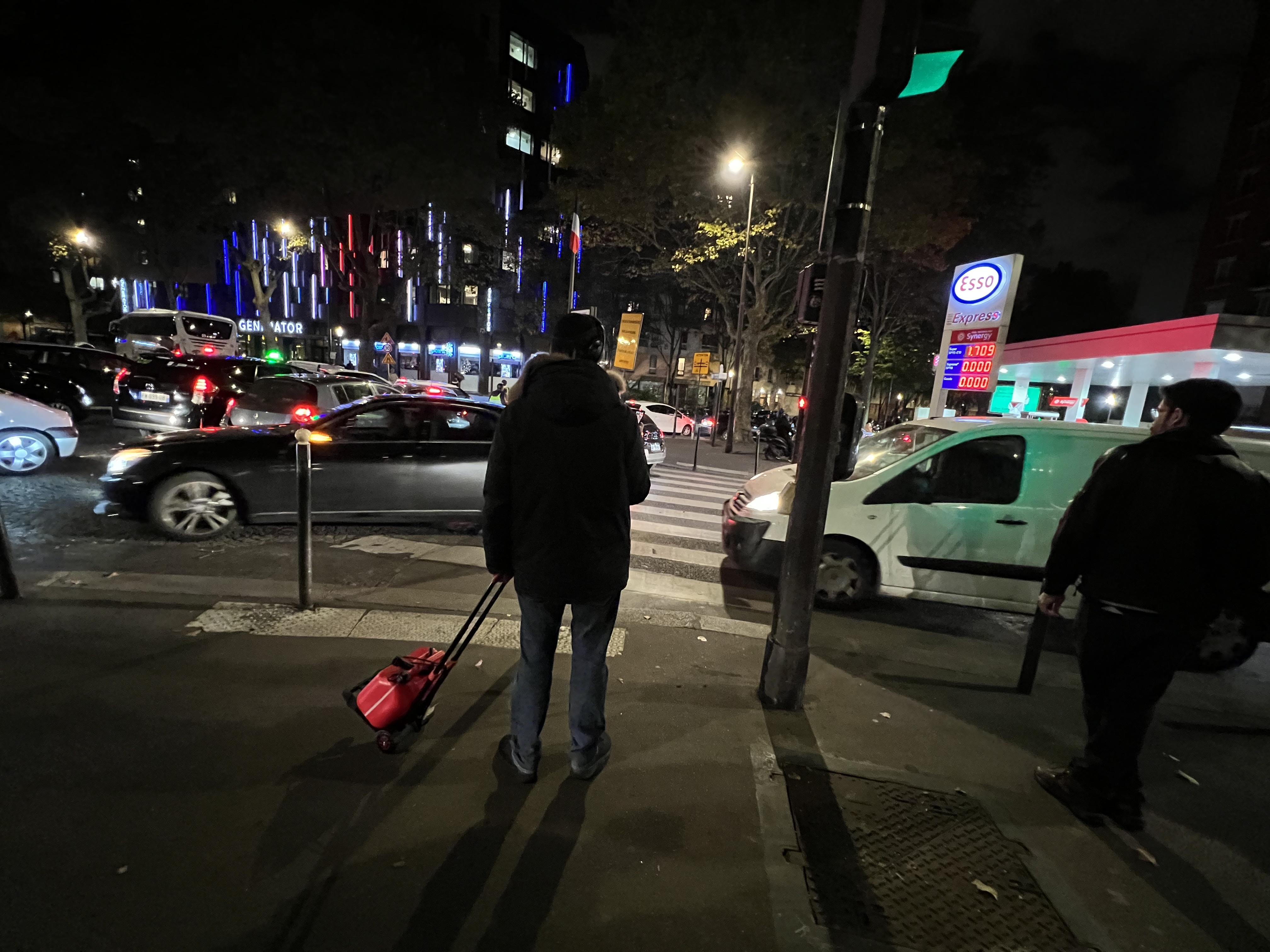
Pénurie d'essence à Paris

La rareté (du latin : raritas) est la difficulté de trouver une chose particulière, du fait qu'elle se manifeste d'une manière peu fréquente ou qu'elle existe en faibles quantités ou sous forme d'exemplaires en nombre limité.
La notion abstraite de rareté, traduite sur un plan concret, donne lieu à qualification toujours relative :
- le qualificatif doit s'appliquer à un élément spécifique : une maladie rare, des plantes rares... ;
- l'objet qualifié doit correspondre à un besoin et donc faire l'objet d'une demande ou d'un désir.

## En économie
Dans les définitions de l'économie, la notion de rareté est une référence fondamentale. Pour certains, « l'économie est la lutte contre la rareté », pour d'autres « l'économie est l'affectation de ressources rares à des usages alternatifs ».
La rareté exprime la plus ou moins grande « tension » entre des besoins et les ressources pour les satisfaire.

### Rareté etreproductibilité
David Ricardo distingue deux niveaux de rareté. D'une part, la rareté des éléments qui découle de leur non-reproductibilité est comme une caractéristique naturelle et absolue, qui ne peut qu'être constatée et mesurée. D'autre part, la rareté des éléments qui sont reproductibles est une caractéristique contingente et relative, qui peut être constatée et mesurée, mais qui peut évoluer selon l'intensité des efforts éventuellement réalisés pour reproduire l'élément et en accroitre le nombre ou la disponibilité.

### Rareté et utilité
Condillac fait le lien entre rareté et utilité et consécutivement entre utilité et valeur.
La rareté d'un élément, appréciée en regard de l'intensité du besoin qu'il peut satisfaire, de l'utilité et de la capacité qu'il représente pour satisfaire ce besoin,
influence de manière déterminante sa valeur.
Un exemple classique est celui d'un verre d'eau. Au beau milieu d'un désert aride, un verre d'eau est une ressource rare, sa valeur est importante. À la terrasse d'un café, le verre d'eau est une ressource moins rare, sa valeur est donc plus faible. Au bord d'un ruisseau, l'eau est disponible en abondance, sa valeur est quasi nulle.

### Rareté etvaleur
Un bien non reproductible voit sa valeur déterminée par une sorte de marché où sa valeur résulte de la constatation d'un niveau de rareté et de la propension des acheteurs à payer pour l'acquérir. Un bien reproductible voit sa valeur directement liée à la quantité de travail nécessaire à sa production. C'est la difficulté d'une tache particulière en raison du savoir-faire nécessaire (œuvre d'art, diamant) ou de l'importance du travail (monument, cathédrale) qui pèse sur la détermination de la valeur. La rareté devient un déterminant secondaire de la valeur, conséquence par exemple de la constatation d'un coût de travail important.

## En philosophie
Selon Jean-Paul Sartre dans Critique de la raison dialectique tome I, « toute l'aventure humaine [...] est une lutte acharnée contre la rareté ». La rareté est un manque qui détermine le destin matériel des individus et des groupes, une « détermination contingente de notre relation univoque à la matérialité ». La rareté est un type particulier du rapport de l'homme au monde. Étant une « relation humaine fondamentale », elle est aussi la condition originelle qui « fonde la possibilité de l'histoire humaine ».